# Богоявлення
Богоявлення (грец. Θεοφάνια), або Явлення (грец. Επιφάνια, Епіфанія, народна назва Водохреще, західнохристиянська назва Трьох королів) — християнське свято, присвячене хрещенню Ісуса Христа в річці Йордан, де Христос об'являє себе людям як Месію і Спасителя. Свято відзначається 6 січня. У християн візантійського обряду збігається зі святом Хрещення Господнього, однак ці свята слід розрізняти, хоча дві події цих двох свят відбувалися на одному місці з тими ж самими особами.

## Традиції
Богоявлення — одне з найдавніших християнських свят (поряд із Великоднем і П'ятидесятницею), присвячене народженню Ісуса Христа і подіям, що супроводжували його. Перші повідомлення про святкування Богоявлення сягають ІІ ст. і згадуються у Климента Александрійського і гностиків. У ході історії сенс свята зазнав у різних християнських традиціях велики змін (зокрема, з нього виділилося Різдво Христове), в результаті чого в наш час[коли?] різні церкви відзначають свято по-різному. У католицькій церкві Богоявлення має найвищий статус торжества.

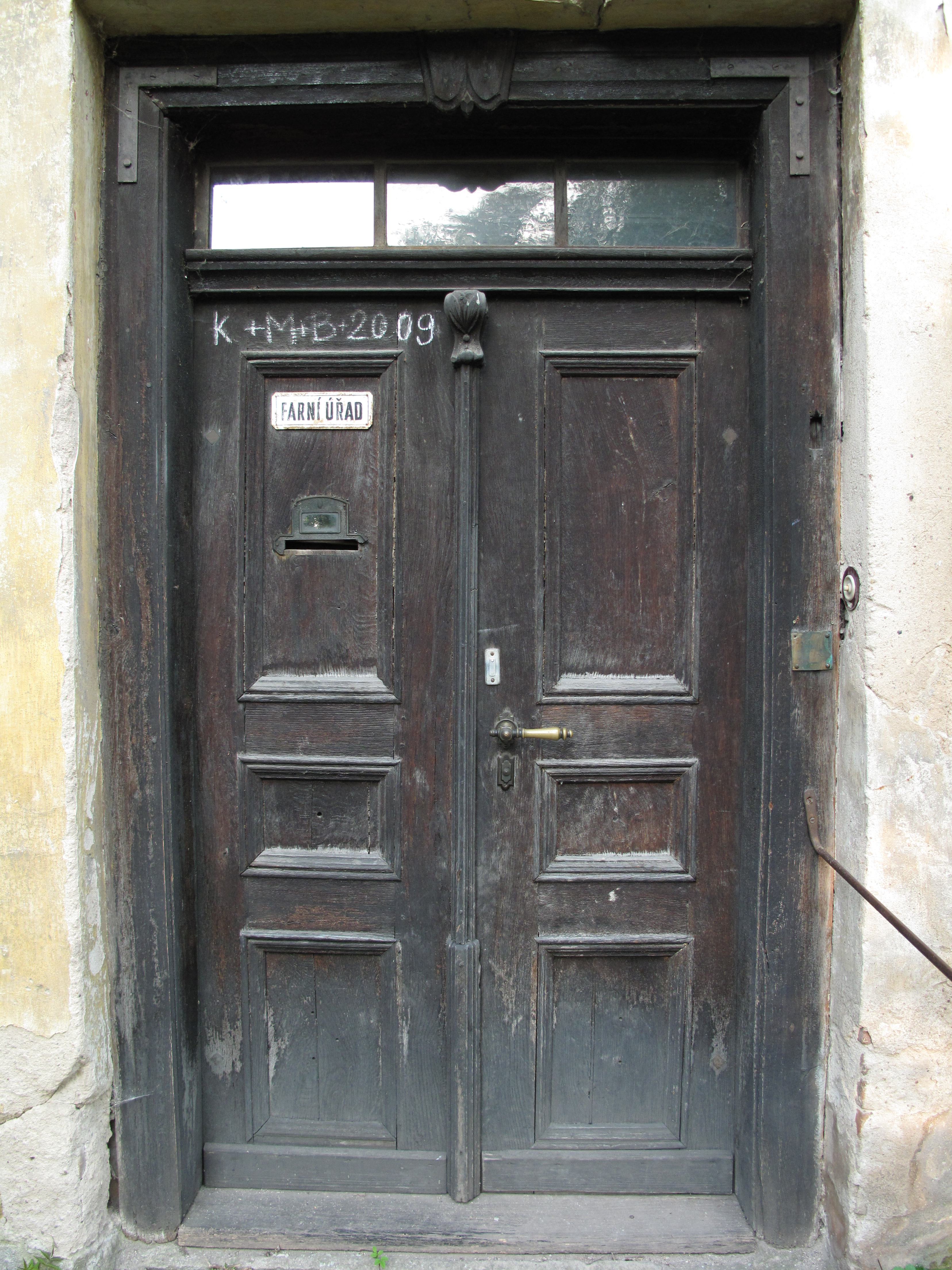
K † M † B † 2009 написано на дверях парафії в чеському селі для благословення будинку Христом

Богоявлення святкується як Східною, так і Західною церквами, але основна відмінність між ними полягає саме в тих подіях, які вшановує це свято. Для західних християн свято переважно вшановує прихід Мудреців, з лише незначним посиланням на хрещення Ісуса та чудо на весіллі в Кані. Східні церкви святкують Хрещення Христове в Йордані. В обох традиціях суть свята однакова: явлення Христа світові (чи то немовлям, чи то в Йордані), і Таїнство Боговтілення. Чудо на весіллі в Кані також святкується під час Богоявлення як перше явлення публічного життя Христа.
У деяких церквах свято Богоявлення започатковує сезон Богоявлення, також відомий як Богоявленський період.

### Католицька церква
У Католицькій церкві Богоявлення або святкується на традиційну фіксовану дату 6 січня, або переноситься на неділю між 2 та 8 січня. Більшість єпархій у Сполучених Штатах дотримуються останнього. У кожній системі дата Богоявлення впливає на дати інших свят:
- Якщо Богоявлення завжди святкується 6 січня, Свято Хрещення Господнього святкується наступної неділі. Протягом років, коли між Різдвом і Богоявленням є дві неділі, друга відома як "Друга неділя після Різдва".
- Якщо Богоявлення припадає на рухому дату і не відбувається 6 січня, воно переноситься раніше, щоб замінити Другу неділю після Різдва в роки, коли б вона відбулася; інакше воно переноситься пізніше на наступну неділю і витісняє Свято Хрещення на наступний понеділок.

Нині Богоявлення вважається частиною Різдвяного періоду, який починається з перших вечірніх (Вечірня I) Різдва і закінчується включно з неділею після Богоявлення, при цьому Звичайний час починається з наступного понеділка. Деякі регіони та особливо спільноти, що святкують Тридентську месу, продовжують сезон до сорока днів, традиційно закінчуючи різдвяний період на Стрітення (2 лютого).
На свято Богоявлення в деяких частинах Центральної Європи священник у білих шатах благословляє богоявленську воду, ладан, золото та крейду. Крейда використовується для напису ініціалів трьох мудреців (традиційно Каспара, Мельхіора та Балтазара) над дверима церков і осель. Ці ініціали також можуть тлумачитися як латинська фраза Christus mansionem benedicat (нехай Христос благословить дім).
Згідно з давньою традицією, священник оголошував дату Великодня на святі Богоявлення. Ця традиція походила з часів, коли календарі були важкодоступними, і церква мала оприлюднити дату Великодня, оскільки багато святкувань літургійного року залежать від неї. Оголошення може бути заспіване або проголошене на амвоні дияконом, кантором або читцем або після читання Євангелія, або після причасної молитви.
Римський месал надає формулу з відповідним співом (у тоні Exsultet) для оголошення на Богоявленні, де це є звичним, дат календаря для святкування Попільна середа, Великдень, Вознесіння Ісуса Христа, П'ятидесятниця, Тіла і Крові Христової та першої неділі Адвенту, які позначатимуть наступний літургійний рік.

### Протестантські церкви
Лютеранські, Англіканські, Моравські, Методистські та Об'єднані протестантські конгрегації, разом з конгрегаціями інших деномінацій, можуть святкувати Богоявлення 6 січня, у наступну неділю впродовж тижня Богоявлення (октава), або в інший час (напередодні Богоявлення 5 січня, найближчої неділі тощо), залежно від місцевих звичаїв. Багато західних церков, зокрема прихильники Англіканського Причастя, Лютеранських Церков та Методистських Церков, відзначають дванадцятиденне свято, що розпочинається 25 грудня та закінчується 5 січня, відомий як Різдвяний час або Дванадцять днів Різдва, за яким іде сезон Богоявлення.
Сьогодні, Богоявлення Господнє, класифіковане як Головне свято, відзначається в деяких англіканських провінціях виключно 6 січня (наприклад, в Англіканській Церкві Канади), але в Церкві Англії святкування відбувається "6 січня або переноситься на неділю між 2 та 8 січня". У Адвент 2000 року Церква Англії, Материнська Церква Англіканського Причастя, представила в своїй літургії необов'язковий сезон Богоявлення, схваливши серію служб Загальне богослужіння як альтернативу службам у Книзі спільних молитов, яка залишається нормативною літургією Церкви і в якій такий літургійний сезон не передбачений. Офіційна публікація Церкви Англії зазначає: "Різдвяний сезон часто святкується дванадцять днів, що закінчуються Богоявленням. Сучасне використання прагне виразити альтернативну традицію, за якою Різдво траєт повні сорок днів, закінчуючись Святом Presentation 2 лютого". Він представляє другу частину цього періоду як сезон Богоявлення, що включає неділі Богоявлення і закінчується "лише зі Святом Стрітення".
Інша інтерпретація "сезону Богоявлення" застосовує цей термін до періоду від Богоявлення до дня перед Попільною середою. Деякі методисти в Сполучених Штатах та Сінгапурі дотримуються цих літургій. Лютерани святкують останню неділю перед Попільною середою як Преображення Господнє, і вважається, що вони називають увесь період від Богоявлення до цього часу сезоном Богоявлення. Євангельська лютеранська церква в Америці використовувала терміни "Час після Богоявлення" для позначення цього періоду. Вираз з "після" було інтерпретовано як такий, що відповідає Звичайному часу.
Пресвітеріанська церква (США) не святкує Богоявлення або П'ятидесятницю як сезони; для цієї Церкви такі вирази, як «П'ята неділя після Богоявлення» вказують на плин часу, а не на літургійний сезон. Натомість вона використовує термін «Звичайний час».
Деякі західні обрядові церкви, такі як Англіканська та Лютеранська церкви, дотримуватимуться практик, подібних до Католицької Церкви. Церковні кантати до свята Богоявлення були написані протестантськими композиторами, такими як Георг Філіпп Телеман, Крістоф Граупнер, Йоганн Себастьян Бах та Готфрід Генріх Штьольцель.

## Історія
Перші згадки про свято припадають на злам II і III ст. і пов'язані з регіоном Єгипту. На початку IV ст. святкування Богоявлення набуло масового характеру на Сході, а трохи пізніше і на Заході. Спочатку свято було присвячене спогаду трьох євангельських подій: Різдва Христа, поклоніння волхвів, а також Хрещення Христа в Йордані на початку Його служіння. Датою святкування майже повсюдно було 6 січня.
Ця дата і зміст свята досі зберігається у Вірменській апостольській церкві. Представники ВАЦ не брали участі в Халкедонському соборі 451 року, де було прийнято роздільне святкування Різдва і Хрещення. У Грецькій православній церкві Богоявлення, або Теофанія, святкується одночасно з Хрещенням Господнім 6 січня. У Коптській православній церкві святкування єдиного свята Богоявлення перенесено на 7 січня.
У IV–V століття в церкві з'явилася традиція окремого святкування Різдва Христового 25 грудня, а Богоявлення 6 січня стали святкувати як спогад приходу трьох волхвів і Хрещення Господнього. А проте Іван Касіян Римлянин описував, що в християнському Єгипті 6 січня у святі Богоявлення продовжували святкувати Різдво і Хрещення.
У Середні віки в православ'ї свято іменувалося також Теофанія (грецький еквівалент слова «Богоявлення»), а в католицизмі — Manifestatio (Явлення).
Подальша еволюція сенсу свята йшла в православ'ї та католицизмі різними шляхами. У православ'ї свято Богоявлення все більше пов'язувалося за змістом із Хрещенням, втрачаючи зв'язок з різдвяними подіями. В наш час[коли?] у православ'ї Богоявлення і Хрещення — різні назви одного свята. У зв'язку з цим у православ'ї з'явилося й нове тлумачення слова «Богоявлення» (яке було відсутнє в давнину), як явлення Бога під час Хрещення в повноті Трійці (Бог-Син хрестився, Бог-Отець говорив з небес, Бог-Святий Дух сходив у вигляді голуба).
У католицизмі, навпаки, свято Богоявлення все більше і більше пов'язувалося з євангельськими подіями після Різдва, насамперед поклонінням волхвів. У XX ст. свято Хрещення в латинському обряді повністю відокремилося від свята Богоявлення і святкується в наступну неділю за Богоявленням.

## Музика

### Класична музика
Йоганн Себастьян Бах у Лейпцигу створив дві кантати для свята, яке завершувало різдвяний період:
- Sie werden aus Saba alle kommen, BWV 65, (1724)[33]
- Liebster Immanuel, Herzog der Frommen, BWV 123, (1725)[34]

Частина VI його Різдвяної ораторії, Herr, wenn die stolzen Feinde schnauben, також була призначена для виконання під час служби на Богоявлення. У симфонічній тоновій поемі Отторіно Респігі Римські свята, фінальна частина має підзаголовок "Бофана" і відбувається під час Богоявлення.

### Колядки та гімни західної традиції
"Nun liebe Seel, nun ist es Zeit" - німецький гімн до Богоявлення авторства Ґеорга Вейсселя, вперше надрукований у 1642 році. Дві дуже відомі різдвяні колядки пов'язані зі святом Богоявлення: "As with gladness, men of old", написана Вільямом Четтертоном Діксом у 1860 році як відгук на численні легенди, що виросли навколо Магів; та "We Three Kings of Orient Are", написана преподобним Джоном Генрі Гопкінсом молодшим – на той час рукоположеним дияконом Єпископальної церкви – який зіграв важливу роль в організації докладного святкового дійства (в якому була представлена ця пісня) для студентів Генеральної богословської семінарії в Нью-Йорку в 1857 році, виконуючи обов'язки музичного директора семінарії. Інший популярний гімн, менш відомий як колядка, - "Songs of thankfulness and praise" зі словами Крістофера Вордсворта, який зазвичай співається на мелодію "St. Edmund" Чарльза Стеґалла. Колядка, яка використовується як гімн свята Богоявлення, - "The Three Kings".

## Галерея

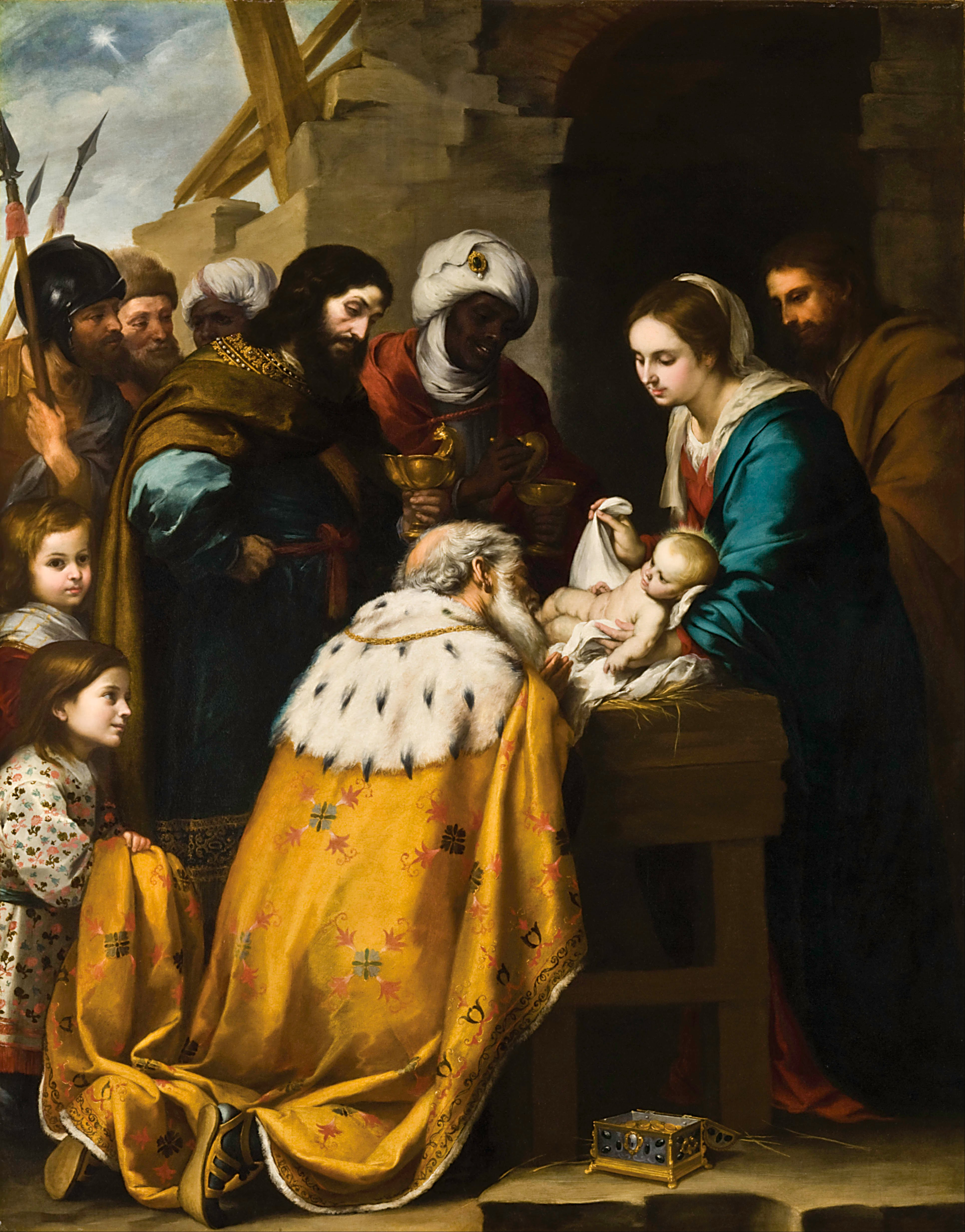
Поклоніння волхвів на картині Мурільо
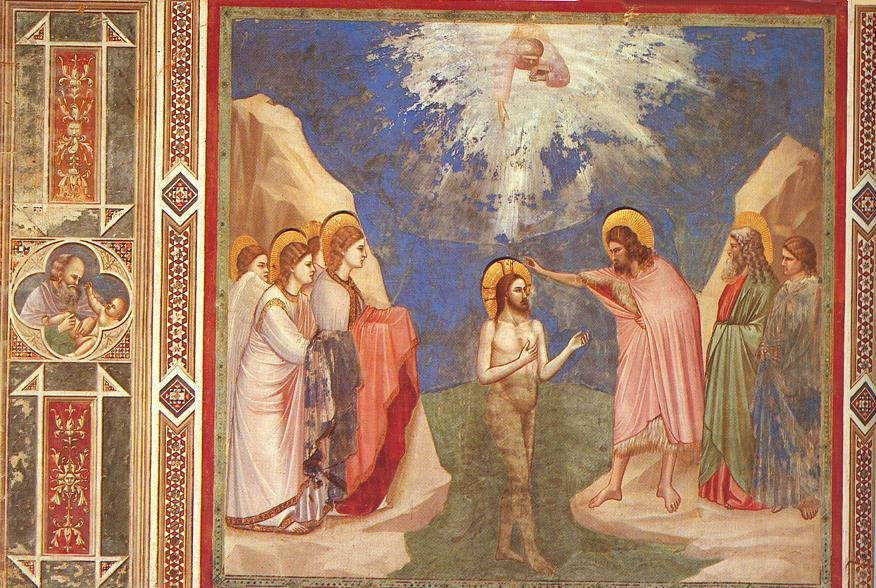
Хрещення Господнє, Джотто
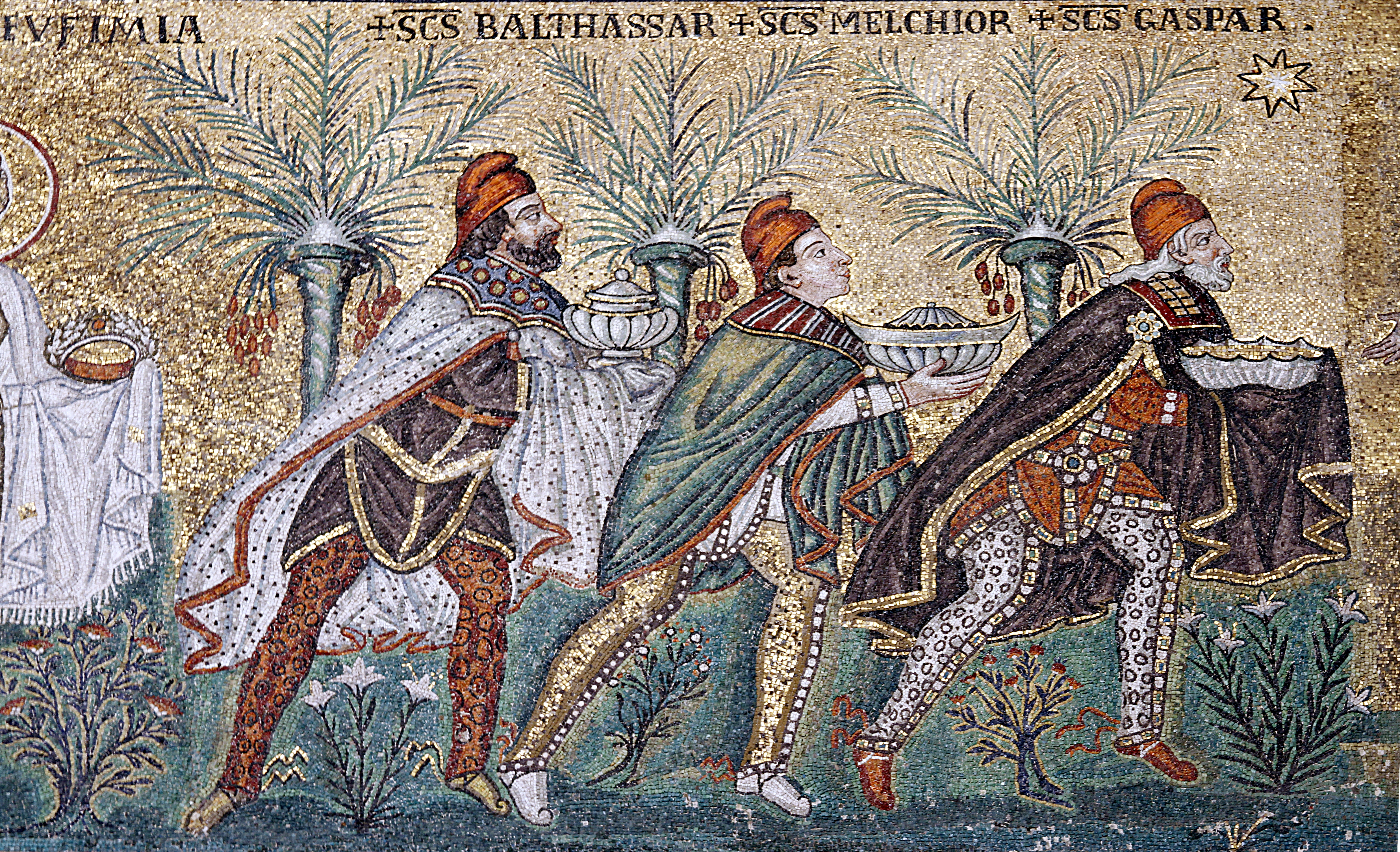
Приход волхвів. Мозаїка в Сант-Аполлінаре-Нуово
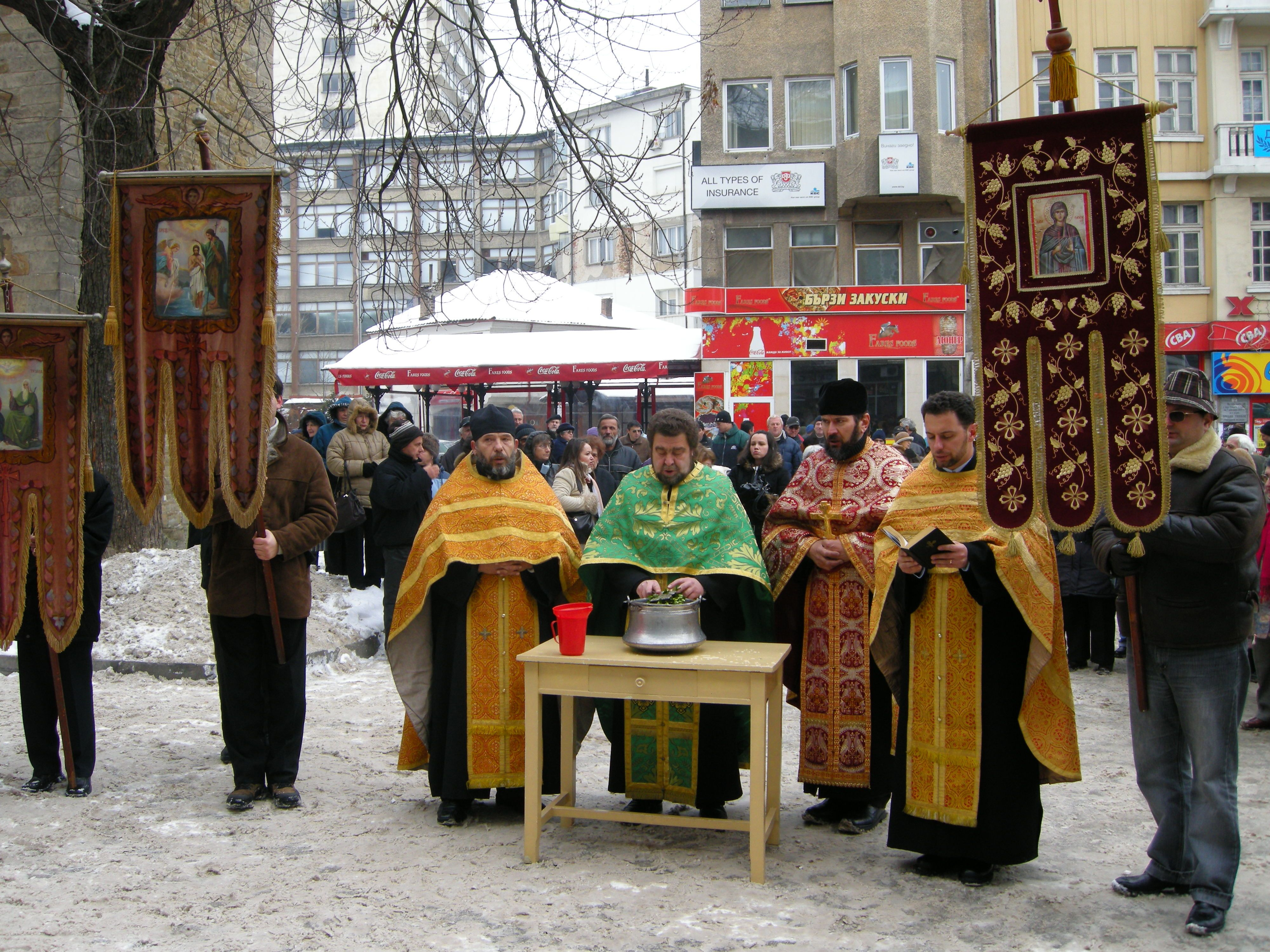
Велика агіасма у Габрово, Болгарія

## Зауваження
1. ↑  Деякими православними церквами святкується 6 (19) січня за юліанським календарем, зокрема Єрусалимською, Російською, Сербською, Грузинською, Польською і Македонською православними церквами.